# برگ‌بیدیان
برگ‌بیدیان (Commelinaceae) تیره‌ای از برگ‌بیدسانان (Commelinales) است که گل‌آذین گرزن سرسان یا خوشهٔ مرکب و سه تا شش پرچم دارند که یک تا سه‌تای آنها عقیم است.